# Білоруська фонетика
Фонети́чна систе́ма суча́сної білору́ської мо́ви — звуковий лад білоруської літературної мови.

## Опис
Фонетична система сучасної білоруської мови складається принаймні з 44 звуків: 5 голосних і 39 приголосних, приголосні при цьому також можуть бути подовженими. Не існує єдиної думки стосовно кількості звуків у білоруській мові: так, наприклад, згідно інших досліджень білоруська мова може включати 6 голосних і 39 приголосних звуків, інколи в склад основного звукового складу включають тільки 32 приголосні, тоді як останні 7 називають рідкісними.
Деякі приголосні можуть утворювати пари, які відрізняються тільки за ознакою палаталізації (тверді і м'які, для позначення м'якості останніх у МФА використовується символ ʲ). У деяких з таких пар місце артикуляції змінюється (див. нижче). В той же час існують непарні приголосні, які не мають своїх палаталізованих пар.
Наголос у білоруській мові вільний (може падати на будь-який склад у слові на відміну від, наприклад, ряду інших слов'янських мов, де він сталий на певному складі залежно від позиції) і рухомий (може міняти позицію в межах однієї словозмінної парадигми).

### Особливості
Через те, що білоруська мова входить до східнослов'янських мов, фонетика білоруської мови досить подібна до російської й української. Основні відмінності від фонетичних систем цих мов:
- Акання — злиття ненаголошеного /o/ (етимологічного східнослов'янського *о) зі звуком /a/. На відміну від акання в російській мові, в білоруській акання реалізовується як неогублений голосний переднього ряду нижнього підняття — [a] (у тому числі й після м'яких приголосних і йота (/j/)). Варто зазначити, що в українській мові подібне злиття звуків не відбувається майже ніколи.
- відсутність ікання. Як і в українській (але на відміну від російської), в білоруській відсутнє злиття ненаголошених /e/ та /i/, відсутнє злиття ненаголошеного /a ~ o/ зі звуком /i/ після м'яких приголосних.
- На відміну від вимови в російській мові, після /j/ відсутній підкреслений поділ у вимові йотованих /ja/, /jo/, /je/, /ji/[2].
- Цекання, дзекання — перехід старих /tʲ/,/dʲ/ у м'які африкати [tsʲ], [dzʲ] (на письмі позначаються як ць, дзь або ц/дз перед голосною). Треба зазначити, що подібна вимова /tʲ/,/dʲ/ є найпоширенішою у російській мові, однак ця особливість не позначається на письмі.
- Сильна палаталізація звуків /sʲ/, /zʲ/.
- Усі постальвеолярні приголосні є твердими (виступають як ретрофлексні приголосні), тоді як в українській і російській вони можуть бути м'якими.
- Ствердіння приголосного /rʲ/ і в результаті цього, його злиття зі звуком /r/.
- На відміну від російської, /v/ в кінці складів, перед приголосними, і /l/ у ряді позицій перейшли в [w][2]. Цей звук також присутній в українській мові, але записується на письмі літерою ‘‘в‘‘.
- Практично повне оглушення дзвінких приголосних у кінці слів, яке не відображається на письмі (зуб, дождж).
- Широко розповсюджена регресивна асиміляція за м'якістю, яка впливає на всі свистячі перед будь-яким м'яким приголосним (окрім задньоязикових приголосних), наприклад: бяз сьмеху, де м'яке м пом'якшує попереднє с, яке, у свою чергу, пом'якшує попереднє з. Майже повністю не відображається в офіційному правописі.

Правопис  білоруської мови є фонетичним, тобто більша частина згаданих особливостей позначається на письмі.

### Голосні звуки
У білоруській мові наявні, як і в українській, 6 голосних звуків, які позначають літерами:
| Літера | Позначення в МФА | Тип                                                             | Приклад |
| ------ | ---------------- | --------------------------------------------------------------- | ------- |
| і      | /i/              | Неогублений голосний переднього ряду верхнього підняття         | ліст    |
| е      | /ɛ/              | Неогублений голосний переднього ряду середньо-низького підняття | гэты    |
| ы      | /ɨ/              | Неогублений голосний середнього ряду верхнього підняття         | мыш     |
| а      | /a/              | Неогублений голосний переднього ряду нижнього підняття          | кат     |
| у      | /u/              | огублений голосний заднього ряду верхнього підняття             | шум     |
| о      | /ɔ/              | огублений голосний заднього ряду середньо-низького підняття     | кот     |

Звук [ɨ] вважають не є окремою фонемою, а алофоном /i/ після твердих приголосних.
Голосні записуються, як правило, за фонетичним принципом.

### Приголосні звуки
| Ознаки       | Губні   | Губні     | Зубні/ Ясенні | Зубні/ Ясенні | Ретрофлексні | Палаталізовані | Лабіовелярні / Задньоязикові | Лабіовелярні / Задньоязикові |
| Ознаки       | Тверді  | М'які     | Тверді        | М'які         | Тверді       | М'які          | Тверді                       | М'які                        |
| ------------ | ------- | --------- | ------------- | ------------- | ------------ | -------------- | ---------------------------- | ---------------------------- |
| Носові       | /m/     | /mj/      | /n̪/           | /n̪j/          |              |                |                              |                              |
| Проривні     | /p/ /b/ | /pj/ /bj/ | /t̪/ /d̪/       |               |              |                | /k/ /ɡ/                      | /kj/ /ɡj/                    |
| Африкати     |         |           | /t͡s̞/ /d͡z̞/     | /t͡s̞j/ /d͡z̞j/   | /ʈ͡ʂ/ /d͡ʐ/    |                |                              |                              |
| Фрикативні   | /f/ /v/ | /fj/ /vj/ | /s̪/ /z̪/       | /s̪j/ /z̪j/     | /ʂ/ /ʐ/      |                | /x/ /ɣ/                      | /xj/ /ɣj/                    |
| Апроксиманти |         |           | /ɫ̪/           | /ɫ̪j/          |              | /j/            | /w/                          |                              |
| Дрижачі      |         |           | /r/           |               |              |                |                              |                              |

- Як і в російській мові, /t͡s̞/, /ʂ/ /ʐ/ стали твердими в усіх випадках: хлопцы (хлопці), мышы (миші), нажы (ножі). М'які /t͡s̞j/ і /d͡z̞j/ утворилися на місцях м'яких /t̪j/ та /d̪j/: жыццё (життя) дзесяць (десять);
- Після голосних, апострофа, літери ў, розділового м'якого знака й на початку деяких слів і позначає звуки /йі/: Украіна — Укра/йі/на, вераб'і — вераб/йі/, салаўі — салаў/йі/, іней — /йі/ней.
- Палаталізовані /t̪j/ та /d̪j/ перетворюються на відповідні палаталізовані африкати /t͡s̞j/ і /d͡z̞j/: цябе (тебе), дзея (дія);
- чергування свистячих і шиплячих: [ш]шытак (сшытак), мые[c’]ся (мыешся);
- у кінці слова або перед приголосним звуки /v/, /vj/, /ɫ̪/ після голосних переходять у /w/: каро[ў]ка, каро[ў] — каро[в]а, паста[ў]лю — ста[в’]іць, шо[ў]к, во[ў]к;
- чергування парних дзвінких і глухих приголосних перед згодним, що мають протилежний характер дзвінкости-глухости. гры[п]кі — гры[б]а, лё[х]ка — лё[г]енькі, про[з]ьба — пра[с]іць, ка[з]ьба — ка[с]іць, сто[х] — ста[г]і, во[с] — ва[з]ы;
- перед м'якими приголосними парні тверді приголосні чергуються з відповідними м'якими приголосними: ра[з’]біць — ра[з]даць, к вя[с’]не — вя[с]на, д[з’]ве — д[в]а;
- в офіційному правописі приголосні /n̪jn̪j/, /ɫ̪jɫ̪j/, /z̪jz̪j/, /s̪js̪j/, /d͡z̞jd͡z̞j/, /t͡s̞t͡s̞/, /ʐʐ/, /ʂʂ/, /ʈ͡ʂʈ͡ʂ/ у позиції між голосними насенне, голле, граззю, калоссе, суддзя, свацця, збожжа, узвышша, ноччу.
- Звуки /ɡ/ та /ɡʲ/ є рідкісними і зустрічаються тільки в запозичених словах (цегла, ганак, гузік, гандаль, нягеглы і т. п., а також майже всі слова західноєвропейського походження з літерою g). Зазвичай у правописі (академічному, класичний) цей звук не відрізняється від /ɣ/, /ɣʲ/ (які позначаються літерою Гг), однак класичний правопис допускає позначення звуків /ɡ/ та /ɡʲ/ літерою Ґґ, як це є в українській мові.
- Як і в українській мові, на кінці складів звук /v/ переходить у звук /w/ ([u̯], утворюючи дифтонги)[4]. Також у звук /w/ може переходити звук /ɫ̪/ (наприклад *vьlkъ > воўк). Питання щодо фонемного статусу /w/, залишається спірним: згідно правописних норм буква «ў» повинна писатися після голосної в одному слові або в слові, яке в словнику починається з «у», якщо перед ним є слово, яке закінчується на голосну, і якщо їх не розділяє павза; однак цьому правилу часто не підлягають деякі запозичення, з цих фактів випливає висновок, що /w/, якщо визнати дані норми відображенням вимови, має риси нескладового аллофону голосної фонеми /u/, як наприклад іспанська нескладова фонема /u̯/, є апроксимантом /w/ в висхідних дифтонгах, що позбавляє білоруську орфографію особливої потреби в літері «ў» взагалі; однак існує ряд випадків у білоруській літературі, наприклад, у К. Кропиви, де ці правила ігноруються, напр.:

ШТО Я БАЧЫЎ НА ТРЭКУ (1922)

…Так, як тыя парасяты,

Што вазіў калісь мой тата

У мястэчка на таржок,

Завязаўшы у мяшок…

ДАЙ ДЫ ДАЙ (1922)

А няхай ты праваліўся! —

Вось парадкі завяліся:

Дзе ні сунься, так і знай —

Ўсюды ў лапу дай ды дай…
Зважаючи на наведені приклади, можна допустити вільніше вживання фонем /u/ та /w/, як це відбувається з фонемами /i/ та /j/ (наприклад, допускаються фрази: «ён йшоў па дарозе» та «ён ішоў па дарозе»; «ён замёр на ймгненне» та «ён замёр на імгненне»).
У білоруській мові існують подовжені приголосні (див. вище), що позначаються подвоєнням приголосної на письмі. Наприклад:
- падарожжа [pad̪aˈroʐʐa]
- ззять згідно класичного правопису. У даному випадку подовження зазнає звук zʲ: з̅’̅ [z̪ʲz̪ʲat͡s̞ʲ]
- стагоддзе [s̪t̪aˈɣod̪d̪z̪ʲe]
- каханне [kaˈxan̪ʲn̪ʲe]
- расьсячы [ras̪ʲˈs̪ʲat̪ʂɨ]
- ліхалецце [lʲixaˈlʲet̪t̪s̪ʲe]
- сярэднявечча [s̪ʲarɛd̪n̪ʲaˈvʲet̪t̪ʂa].

### Артикуляція
Загальними риси артикуляційної бази білоруської мови є повна ненапруженість при звукотворенні, сильне пом'якшення (палаталізація) одних приголосних і твердість (веляризація) інших.
Серед принципів загальної ненапружаності відзначається заміна губно-зубного /v/ у певних місцях на губно-губний /w/, тверда вимова губних у кінці складів і перед приголосними в позиціях, де в інших східнослов'янських мовах зазвичай м'яка вимова, сем, дроб, сям'я). Ненапруженість кінчика язика при пом'якшенні зубних /d̪/, /t̪/ перехід їх у м'які проривно-щілинні /d͡z̞j/ і /t͡s̞j/.
Пераважна більшість звуків утворюється в центрі ротової порожнини при високому загальному піднесенні язика, найактивніша його частина — середня. У задній частині ротової порожнини утворюється незначна кількість звуків.
У порівнянні з фонетиками інших мов білоруська вирізняється наявністю великої кількості м'яких приголосних. При творенні більшості м'яких приголосних кінчик язика піднімається до піднебіння, що створює враження їх особливої м'якості (наприклад, палатальні /z̪j/ і інші). Водночас відзначаються тенденції до сильного пом'якшення приголосних і веляризації всіх твердих приголосних звуків.
У відсутності явища редукції голосних (скорочення, випадання) окреслюється явище т.зв. «співочості мови».